# Vipera Sapiens
Vipera Sapiens è un EP della band heavy metal brasiliana Viper. Fu pubblicato sotto il nome di Viper Brazil.

## Tracce
1. Acid Heart - 3:16
2. Silent Enemy - 3:58
3. Crime - 4:06
4. Wasted Again - 3:21
5. Killing World - 3:08
6. The Spreading Soul (acoustic version) - 4:50

## Formazione
- Pit Passarell - voce e basso
- Yves Passarell - chitarra
- Felipe Machado - chitarra
- Renato Graccia - batteria

### Altri musicisti
- Sascha Paeth - cori
- Thomas Rettke - cori